# Casa Bruguera
La casa Bruguera és un edifici situat als carrers de la Boqueria, 32 i de l'Arc de Santa Eulàlia, 1 de Barcelona, catalogat com a bé cultural d'interès local.

## Història
Esteve Bruguera i Masets (c.1750-1796) era fill del comerciant Manuel Bruguera, i el 1766, amb tan sols 16 anys va establir a Cumaná (Veneçuela), on va ser ajudant de factor (cobrador d'impostos) de la comptadoria de la Companyia de Comerç de Barcelona a Índies. El 1770 va ser ascendit al càrrec de «primer factor», que va mantenir fins al 1774. Acusat de malversació de fons, el 1784 va ser destituït com a representant dels directors de la Companyia. Un cop retornat a Barcelona i a l'espera del dictamen de l'expert nomenat per aquesta, va demanar autorització per a invertir el capital que tenia embargat en l'adquisició i reconstrucció de les anomenades «cases de Santa Eulàlia», situades als carrers de la Boqueria i de la Volta de Santa Eulàlia, i el 1789, va demanar permís per a reedificar-les, segons el projecte del mestre de cases Francesc Mestres.
A la seva mort, la causa va continuar contra el seu fill Celestí, al que el 1803 li foren embargats els béns. L'administrador d'aquests fou el seu sogre Llorenç Roger, fabricant d'indianes, fins a la seva mort el 1818, i després la seva filla i esposa de Bruguera, Antònia Roger i Clavera, fins al 1830.
La seva filla Celestina es va casar amb el comerciant de Manresa Carles Torrents i Miralda, que el 1834 va demanar permís per a obrir-hi una finestra, segons el projecte de l'arquitecte Joan Vilà i Geliu. Hi tenia el despatx de la seva fàbrica d'espelmes d'estearina al carrer de Trentaclaus (actualment Arc del Teatre), 42, i uns anys després, el seu fill Vicenç Torrents i Bruguera va obrir una botiga a la Rambla de Caputxins, 20, al costat de l'Hotel Orient.

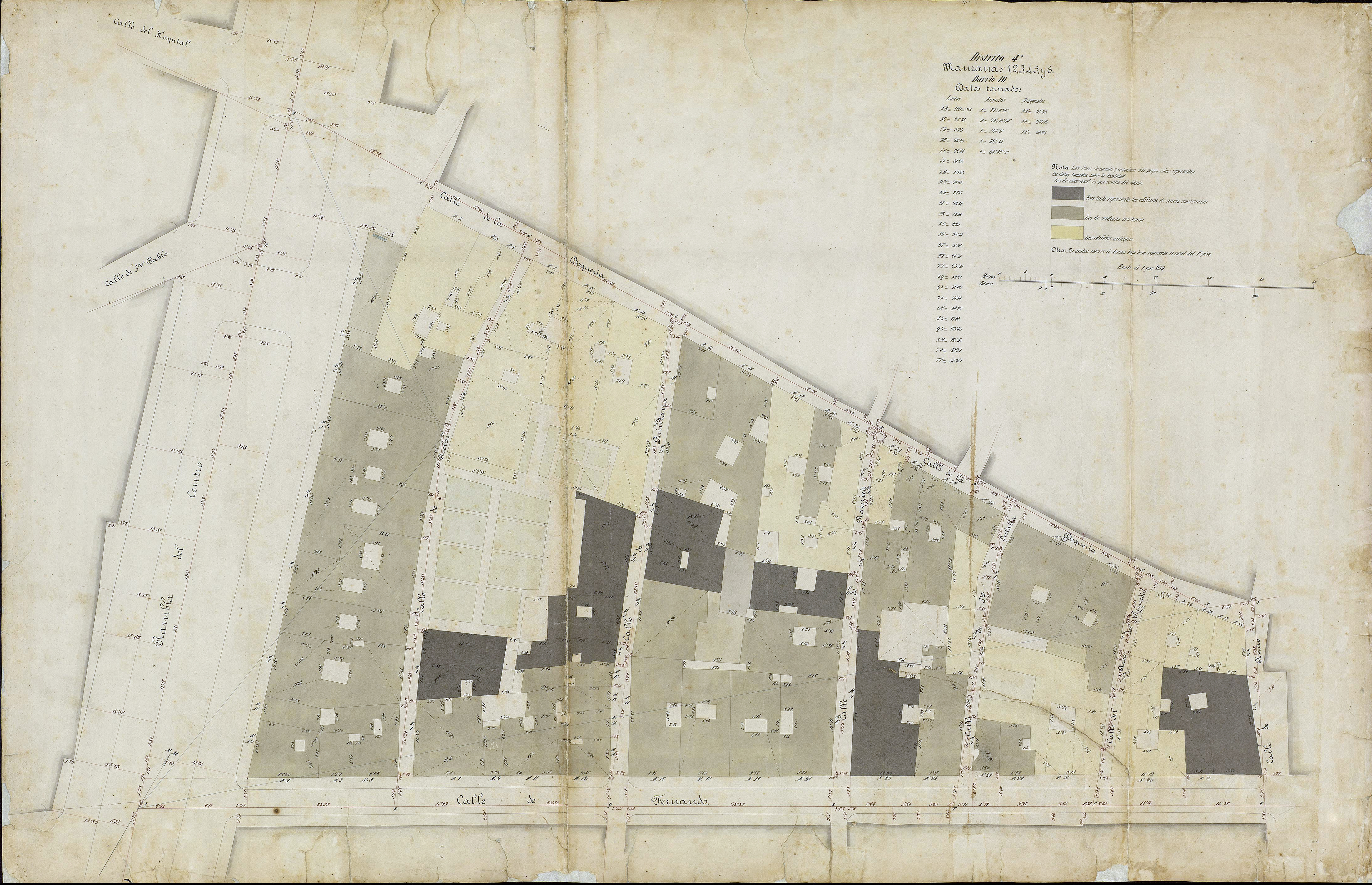
Quarteró núm. 115 de Garriga i Roca (c. 1860)

## Descripció
Es tracta d'un casalot que consta de planta baixa, quatre pisos i terrat. A la planta baixa s'obren cinc portals d'arc rebaixat, un dels quals, el més gran, és el pas cobert. A l'altre banda del pas la obertura s'ha substituït per una estructura de fusta que fa d'aparador de la botiga que s'ubica aquí i tapa tot el parament que l'envolta. En aquest nivell el parament està arrebossat i pintat excepte els carreus de les obertures i un sòcol. Als pisos superiors s'obren obertures seguint un ritme regular. Aquestes són allindades tenen davant balcons individuals amb barana de ferro forjat i molt poc voladís. Es conserva una finestra tapiada amb la llinda decorada amb un arc polilobulat que segurament és un vestigi d'una edificació anterior. El parament està decorat amb esgrafiats de garlandes, gerros, figures infantils que dansen i fan música, i grups d'instruments. A la part inferior esquerra hi ha una copa amb unes serps, que es relaciona amb la farmàcia que hi havia. La façana queda coronada per una cornisa.
A mitjans del segle xix, els pisos superiors es van convertir en habitatges de lloguer. Això va fer que hi construïssin una segona escala: la primera portava al principal on residien els propietaris i la segona als pisos de lloguer.
El pas cobert del carrer de l'Arc de Santa Eulàlia és una volta d'arc de mig punt rebaixada, i a l'interior hi ha una fornícula amb la imatge de la santa. A la dreta es conserva la Torre de Santa Eulàlia, una construcció dels segles xiv-xv oculta al darrere dels balcons i esgrafiats barrocs dels pisos superiors, ja que la planta baixa i el primer pis pertanyen a una altra finca (Boqueria, 30 i Arc de Santa Eulàlia, 2-4).